# Gabriello Brunelli
Gabriello Brunelli, detto anche Gabriele (Bologna, 22 marzo 1615 – 14 marzo 1682), è stato uno scultore italiano.

## Biografia

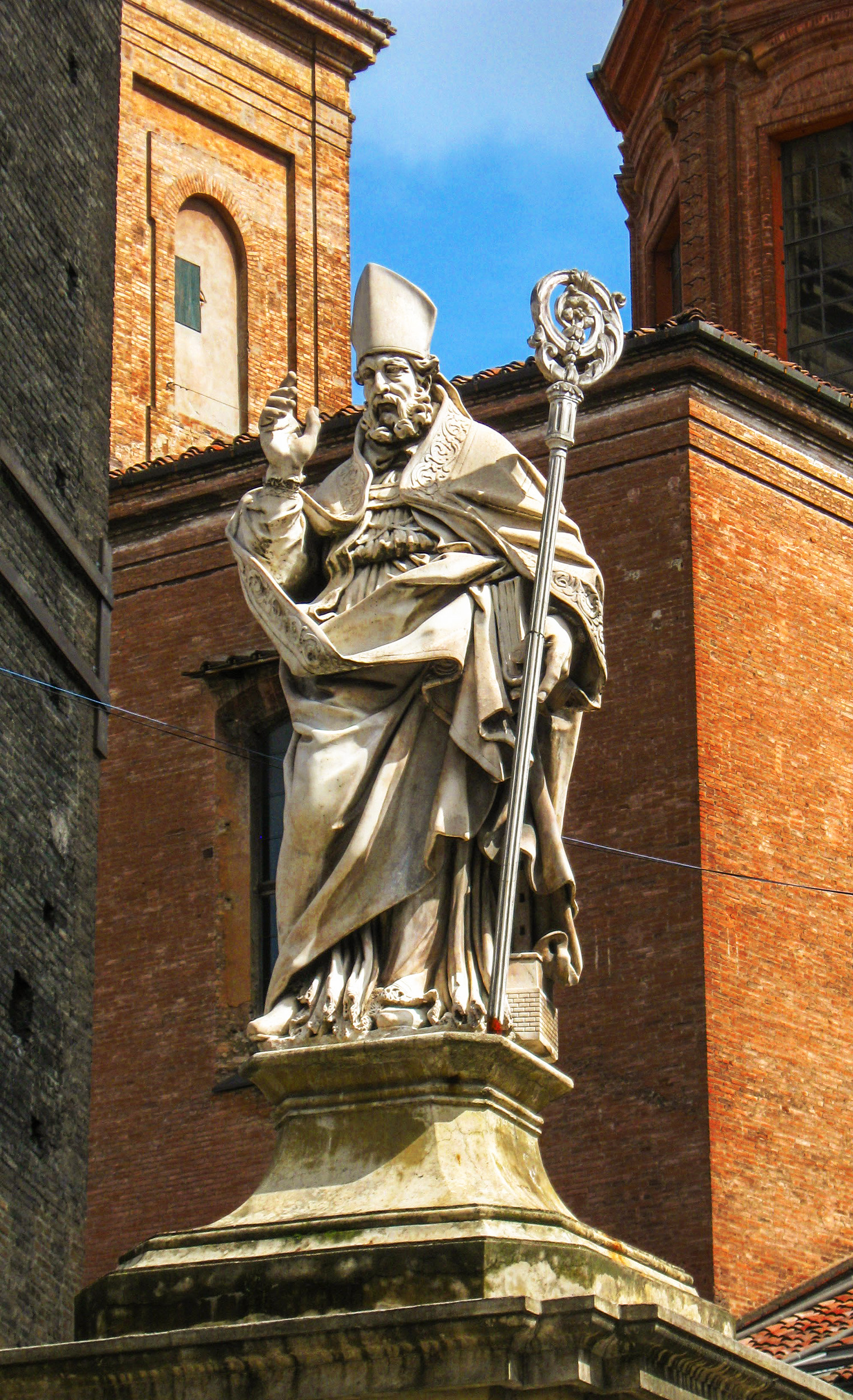
Statua di San Petronio, Bologna

Brunelli fece parte di quel fecondo gruppo di artisti che furono influenzati dall'accademismo del Carracci e che in scultura ebbero il loro massimo esponente in Alessandro Algardi, di cui fu allievo. Ebbe un'attività molto varia. Lavorò il marmo, la terracotta e lo stucco e le sue opere si caratterizzarono per la ricerca di forme grandiose e monumentali.
A Bologna eseguì assieme a Francesco Agnesini i telamoni per il portale di palazzo Davia Bargellini; scolpì poi nella cattedrale di San Pietro il busto di Gregorio XV, affiancato da alcune figure allegoriche; suoi anche una Santa Rosalia nella Basilica di San Petronio, un San Giorgio per la chiesa della Madonna di Galliera e un San Petronio in piazza di Porta Ravegnana. Realizzò varie altre opere per le chiese bolognesi, sia in marmo sia in terracotta.
A Crema decorò la celebre Chiesa di San Bernardino degli Osservanti. 
Nel 1656 fu attivo a Verona nella Basilica di Santa Anastasia, dove eseguì un'Annunciazione.
Lavorò anche a Padova, Ravenna e Modena. In quest'ultima città si ricordano alcune statue di soggetto mitologico per il palazzo Sassoli e per il Palazzo Ducale.

## Galleria d'immagini

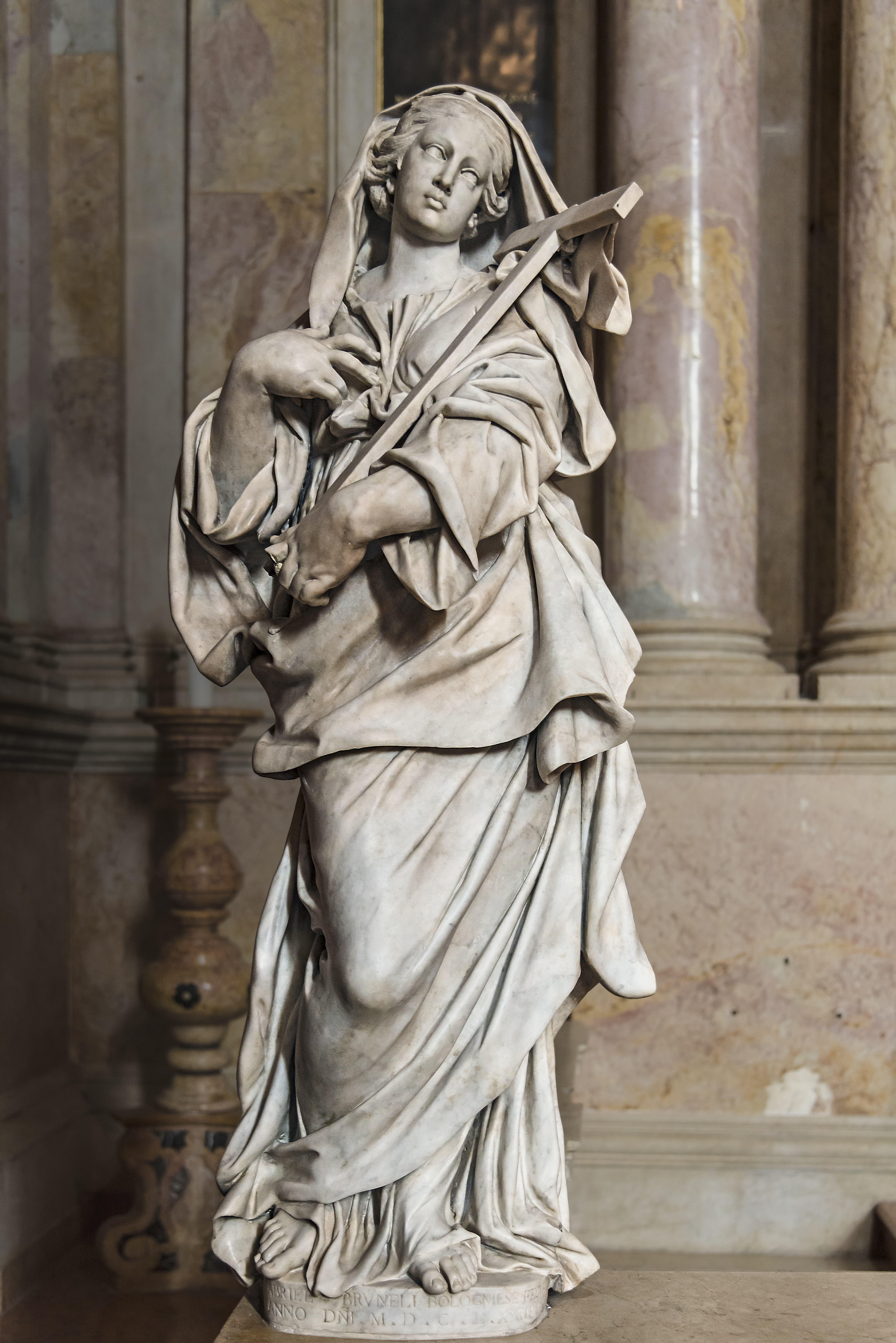
La fede, Basilica di Santa Anastasia, Verona
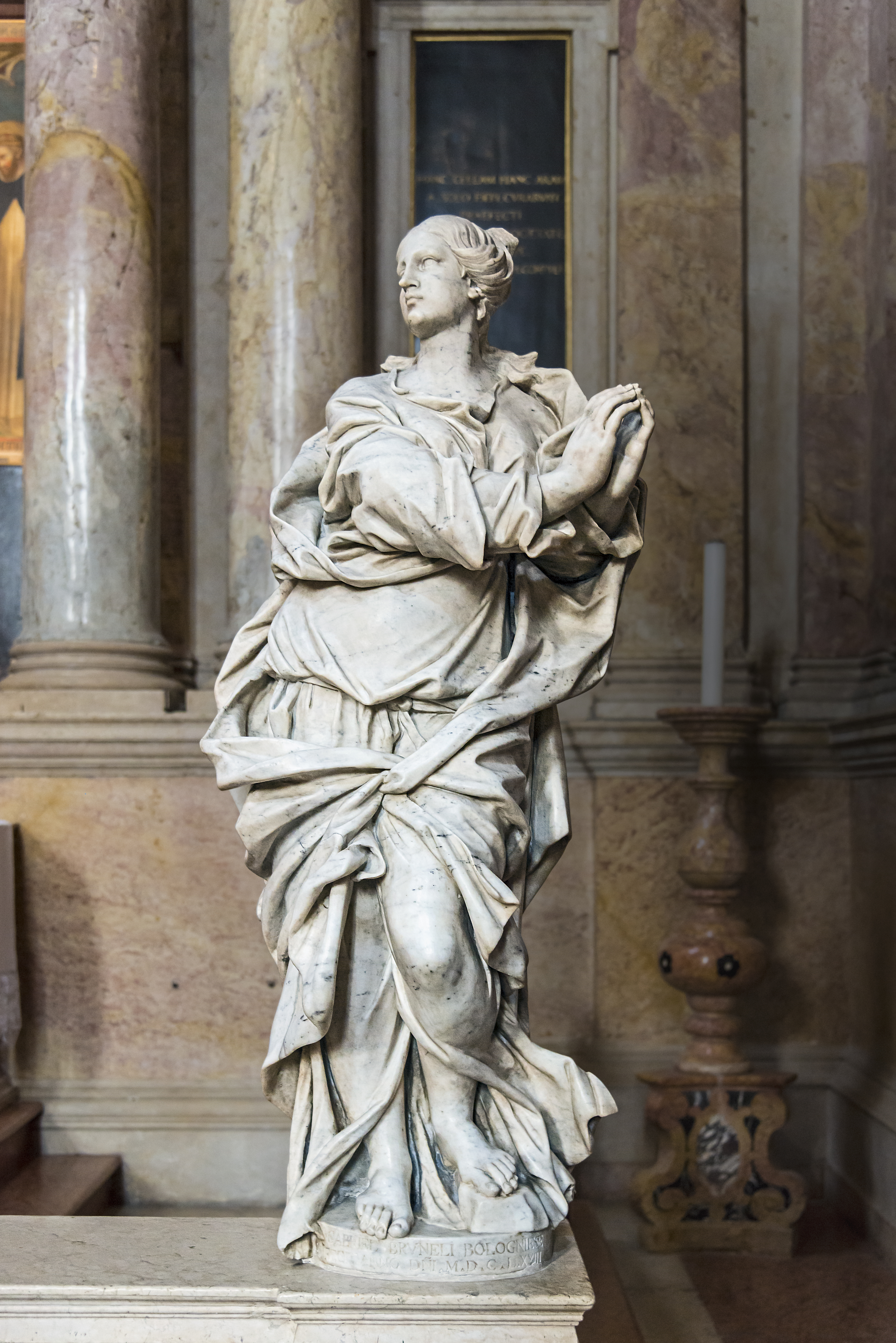
Orante, Basilica di Santa Anastasia, Verona
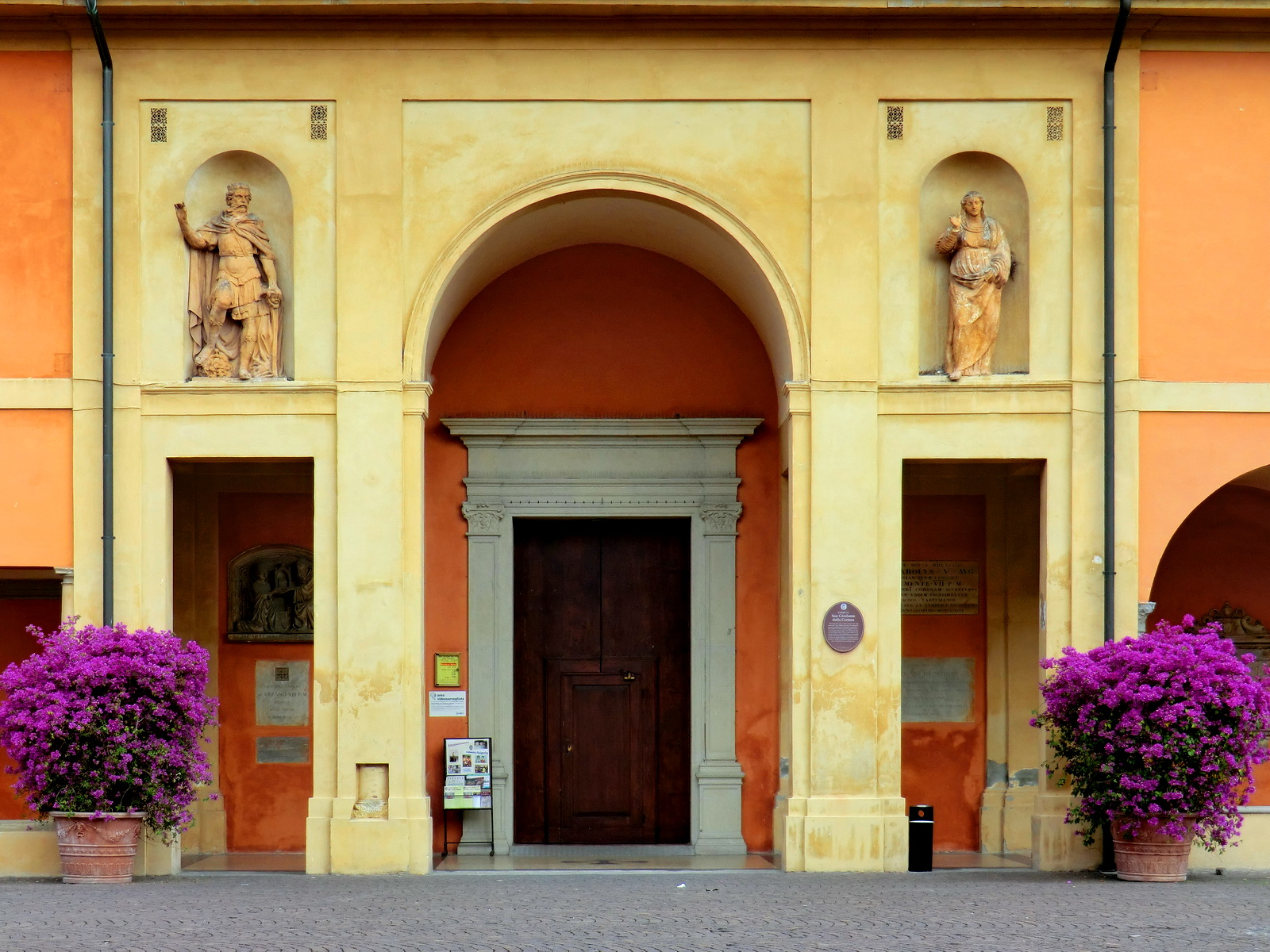
Statue in terracotta della Regina Ester e del Re Davide, facciata della Certosa di San Girolamo di Casara, Bologna
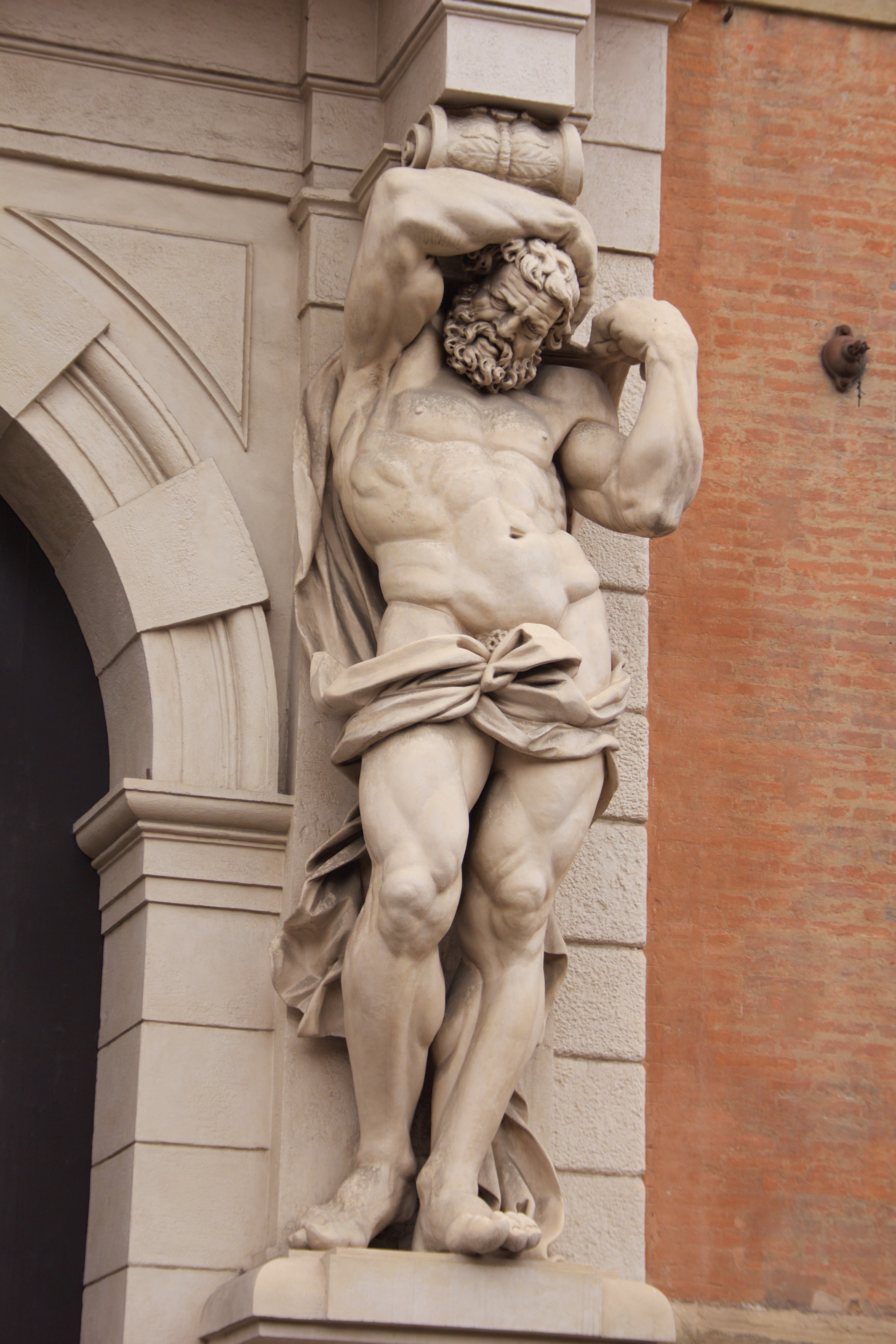
Telamone di destra, opera di Brunelli, Palazzo Davia Bargellini, Bologna